# Faites le mur !
Pour plus de détails, voir Fiche technique et Distribution.
Faites le mur ! (Exit Through the Gift Shop) est un film américano-britannique réalisé par Banksy, sorti en salle le 15 décembre 2010.

## Synopsis
Thierry Guetta, un commerçant français excentrique, documentariste amateur vivant à Los Angeles et présenté dans le film comme le cousin de l'artiste Invader, aurait amassé une considérable archive d'interviews et d'actions de Zevs, Shepard Fairey, André, etc. À mesure qu'il filme de manière compulsive la nouvelle génération de l'art urbain, son obsession pour Banksy, le célèbre pochoiriste britannique, se fait plus dévorante. Ils se rencontrent enfin. Banksy incite Guetta à se tourner vers l'art urbain. C'est alors que naît Mr. Brainwash.

## Fiche technique
- Titre original : Exit Through the Gift Shop
- Durée : 87 minutes
- Pays :  États-Unis et  Royaume-Uni
- Date de sortie : 15 décembre 2010 en  France
- Distribution en France : Le Pacte
- Produit par: Paranoid Pictures Film[1]
- casting : Jay Leno, Joshua Levine, Christina Aguilera
- producteurs : Holly Cushing, James Gay-Rees, Jamie D'cruz
- étalonneur : Adam Glasma
- ingénieur du son : Jim Carrey
- mixage: Alan Salabank
- monteur son : Jack Gillies
- chefs machiniste : Eric Coleman, Bryan Cross
- compositeurs : Roni Size, Geoff Barrow
- attaché de presse: Matilde Incerti, Audrey Tazière

## Distribution
- Banksy
- Thierry Guetta (aka Mr Brainwash)
- Debora Guetta
- Invader
- Monsieur André
- Zevs
- Shepard Fairey
- Ron English
- Swoon
- Borf
- Buffmonster
- Rhys Ifans : Narrateur

## Problèmes de droits surLife Remote Control
De larges extraits du documentaire réalisé par Thierry Guetta, Life Remote Control, sont montrés dans le film, et un extrait plus large est ajouté en bonus dans l'édition américaine du DVD, tout cela sans que le coréalisateur du documentaire, le cinéaste suisse Joachim Levy, soit ne serait-ce que cité au générique.
Ce dernier, faute d'un accord avec Banksy et Guetta, a donc engagé contre eux une procédure judiciaire,.

## Distinctions et critiques
- 1 prix à l'Independent Spirit Awards en 2011

6 nominations:
- 1 à l'Oscar Academy Awards de 2011
- 1 aux BAFTA Awards en 2011
- 1 au Festival international du premier film d'Annonay en 2011
- 1 au Festival du film Britannique de Dinard en 2010
- 1 au Festival de San Sebastian en 2010
- 1 au Festival du cinéma Américain de Deauville en 2010 [5],[6]

Selon le journal de presse Libération, "Si la première partie du film est franchement drôle, la seconde sent le vinaigre et le règlement de comptes. Critique de la commercialisation du street art, de la hype, de la surmédiatisation, le film tourne en dérision les gens qui s’entassent pour voir la nouvelle sensation que leur a vendue la presse, le milieu de l’art prêt à acheter n’importe quoi (Banksy pensait intituler son film «Comment vendre de la m. à des c.»), les artistes à la recherche des projecteurs. Mr Brainwash sert d’homme de paille, à la fois double et repoussoir. Une incarnation des contradictions qui tiraillent une sous-culture devenue mainstream, évolution à laquelle Banksy n’est pas étranger et qui regarde d’un œil narquois toute cette folie qu’il a déclenchée."